# Encyrtus quadricolor
Encyrtus quadricolor är en stekelart som beskrevs av Howard 1894. Encyrtus quadricolor ingår i släktet Encyrtus och familjen sköldlussteklar. Inga underarter finns listade i Catalogue of Life.